# میوی بینچی
میوی بینچی اسنل (به انگلیسی: Maeve Binchy Snell) (زادهٔ ۲۸ مه ۱۹۴۰ در دالکی، شهرستان دوبلین – درگذشتهٔ ۳۰ ژوئیه ۲۰۱۲ در دوبلین) رمان‌نویس، نمایش‌نامه‌نویس، داستان کوتاهنویس و روزنامه‌نگار برجستهٔ ایرلندی بود. رمان‌های او به ۳۷ زبان ترجمه شده و بیش از چهل میلیون نسخه از آن در جهان به فروش رفته‌است.

## زندگی
بینچی که متولد شهر دوبلین بود، پیش از این که به حرفهٔ معلمی بپردازد، در دانشگاه مشغول تحصیل شد. او کار نویسندگی را با روزنامه‌نگاری و مقاله‌نویسی در یک مجله آغاز کرد. سپس به لندن در انگلیس رفت و توانست نخستین کتاب معروفش را در شهرهای لندن و دوبلین روانه بازار کند که شامل مجموعه‌ای از داستان‌های کوتاه طنزآمیز می‌شد.
وی در اواخر زندگی خود در وبگاه شخصی‌اش در پاسخ به پرسش یکی از طرفداران خود چنین نوشته بود: اوضاع جسمانی من خوب است اما به دلیل بیماری‌ای که دارم نمی‌توانم به دیگر نقاط جهان سفر کنم تا مردم و طرفدارانم را از نزدیک ببینم. اما من از این موضوع خوشحالم که شما به فکر سلامتی من هستید و به من دربارهٔ کتاب‌ها و رمان‌هایم نظر می‌دهید.
در نهایت به گفتهٔ «گوردون اسنل» همسر خانم میو بینچی که خود از نویسندگان ادبی ایرلند است، همسرش بعد از یک بیماری کوتاه‌مدت دوشنبه ۳۰ ژوئیهٔ ۲۰۱۲ در بیمارستان با ادبیات این کشور وداع کرد.
پس از مرگ وی، سیاستمداران ایرلندی و نویسندگان این کشور به ادای احترام به این بانوی نویسنده پرداختند.

## فعالیت ادبی
میوی بینچی یکی از معروف‌ترین رمان‌نویسان ایرلند و از چهره‌هایی است که رمان‌هایش بیشترین فروش را در ایرلند داشته‌است.
بینچی نخستین رمانش را با نام «نور و شمع‌های پنی» در سال ۱۹۸۲ به چاپ رساند که توانست به یکی از پرفروش‌ترین کتاب‌های آن سال تبدیل شود.
بینچی در طول مدت فعالیت موفق‌آمیز خود توانست بیش از ۴۰ میلیون کتاب در سرتاسر دنیا به فروش برساند. «حلقهٔ دوستان»، «اتوبوس یاس بنفش» و «خیابان تارا» از جمله آثار اوست که برای صحنهٔ نمایش از آن‌ها اقتباس شده‌است.
بینچی یکی از روزنامه‌نگاران و نویسندگانی بود که واقعیت‌ها را در روزنامه و کتاب می‌نوشت و همین امر موجب شد یکی از ده نویسندهٔ معروف بریتانیا شود. همچنین وی توانست نام خود را وارد لیست پرفروش‌ترین نویسندگان در لیست نیویورک تایمز کند. بینچی در سال ۲۰۰۰ در نظرسنجی روز جهانی کتاب، پس از «جین آستن» و «چارلز دیکنز» به عنوان سومین نویسندهٔ محبوب دنیا لقب گرفت.
با وجود این که خانم بینچی بازنشستگی خود را در سال ۲۰۰۰ اعلام کرد، اما در سال ۲۰۱۰ آخرین رمانش را با نام «تفکر دربارهٔ فرانکی» منتشر کرد. در همین سال بود که وی توانست جایزهٔ سال‌ها تلاش خود را در صنعت کتاب ایرلند بگیرد و با جایزهٔ یک عمر دستاودر ادبی از او تجلیل شد.

## پی‌نوشت
1. 1 2 3 4 5 6 7 8 9  «میوی بینچی درگذشت»،  ایبنا.